# 雅尼苏布瓦
雅尼苏布瓦（法語：Jagny-sous-Bois，法語發音：[ʒaɲi su bwa] ⓘ）是法国法兰西岛大区瓦兹河谷省的一个市镇，属于萨塞勒区。

## 地理
雅尼苏布瓦（49°4'40"N, 2°26'37"E）面积4.18 平方千米，位于法国法蘭西島大區瓦兹河谷省，该省份为法国北部内陆省份，北起瓦兹省，西接厄尔省，南至塞纳-圣但尼省、上塞纳省和伊夫林省，东临塞纳-马恩省。
与雅尼苏布瓦接壤的市镇（或旧市镇、城区）包括：拉西、贝尔方丹、法兰西地区沙特奈、埃皮奈尚普拉特勒、法兰西地区马雷伊、勒普莱西吕扎什。

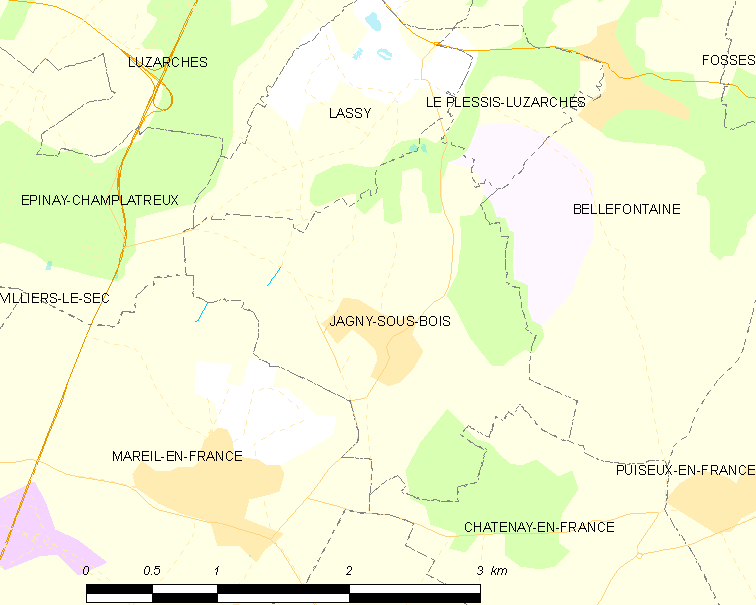
雅尼苏布瓦的OSM定位图

雅尼苏布瓦的时区为UTC+01:00、UTC+02:00（夏令时）。

## 行政
雅尼苏布瓦的邮政编码为95850，INSEE市镇编码为95316。

## 政治
雅尼苏布瓦所属的省级选区为福斯县。

## 人口

1962-2008年间雅尼苏布瓦人口变化图示

雅尼苏布瓦于2022年1月1日时的人口数量为272人。